# Louis Joseph Badereau
Louis Joseph Badereau (1748-1834) est un militaire royaliste français de la Révolution. Il fut seigneur de Saint-Martin-La-Rivière, Soullans et Bois-Corbeau.

## Biographie

### Origine
Né en 1748, fils d'Armand Gabriel François Badereau, conseiller à la chambre des comptes de Bretagne, et de Bonne Lucas de La Championnière, Louis-Joseph est issu de la famille Badereau de Saint-Martin. Il est le frère cadet d'Armand Badereau, présent à l'assemblée de la noblesse de Poitiers en mars 1789 pour préparer les états généraux de la même année puis président du directoire de Vendée en 1790 avant son émigration.

### Révolution française
Il entame une carrière militaire en tant que mousquetaire de la Garde du Roi dans la Deuxième Compagnie. De son mariage avec l'unique héritière de la seigneurie de Saint-Martin-La-Rivière, il devient seigneur du lieu, mais réside à Nantes. Il possède aussi la seigneurie de Bois-Corbeau, à Montaigu-Vendée, où il fait aménager un petit château semblable à un relais de chasse, mais jamais achevé.
En 1789, il participe, en tant que procureur, à la même assemblée de la noblesse que son frère aîné. Il émigre en Allemagne peu de temps après, et voit nombre de ses biens être confisqués en tant que biens nationaux, tel son domaine de Bois-Corbeau. Désirant combattre la révolution, il intègre la 2e compagnie noble d'ordonnance de l'armée des Princes, avec laquelle il participe à la campagne de 1792. Il passe ensuite dans l'armée de Condé, à la 10e compagnie du régiment d'Angoulême-Cavalerie et il y sert pendant près de dix ans, jusqu'au licenciement de 1801, après la proclamation du Consulat.

### Retour en France

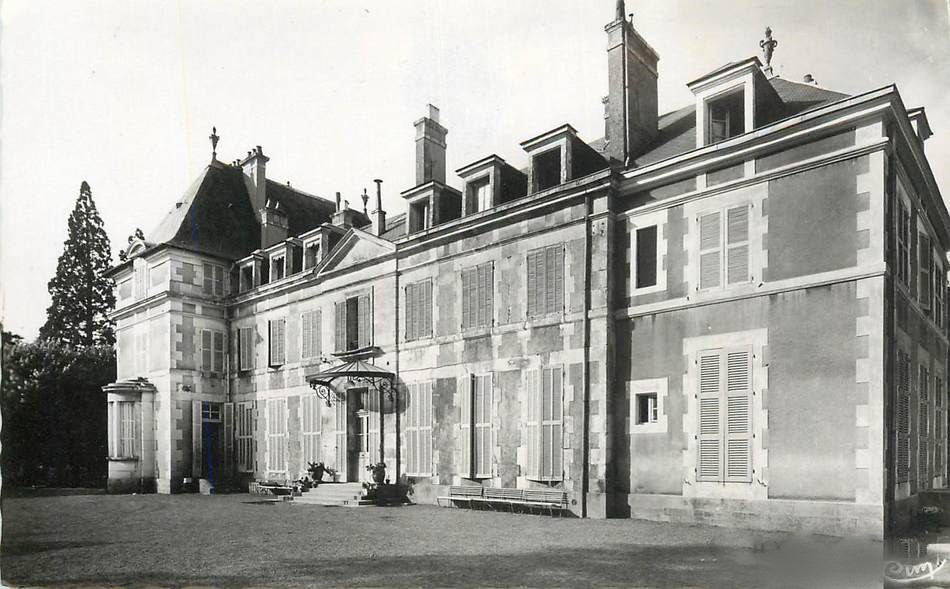
Le château de Vincelles

Il rentre alors en France, où il ne peut récupérer que quelques vestiges de ses anciennes propriétés, soient vendues, soient détruites à l'instar des métairies de la Guilloterie ou les Ruleries brûlées par les colonnes Infernales. Il s'installe alors dans son château de la Minée, puis devient maire de Soullans le 25 mai 1816 (ou en octobre 1815) sur nomination du préfet de Vendée, commune dont il était déjà seigneur. Il y renonce le 11 novembre 1817, remplacé par un de ses amis, Jacques Massonneau.
Lors des dernières années de sa vie, il passe beaucoup de temps chez son fils Louis-Joseph II, maire de Vincelles, au château éponyme,,. Il y meurt finalement le 19 août 1832 ou 1834, à l'âge de 84 ans (ou 86).
Il était décrit comme un homme d'une grande bonté de cœur et d'une intègre justice, « qui savait bellement raccorder le monde ».

## Famille
Il épouse en août 1779 Catherine-Rose-Joséphine Rocquand de Pontbureau, dame de Saint-Martin-La-Rivière (aujourd'hui Valdivienne), fille unique du seigneur Nicolas-Joseph de Pontbureau. De cette union naît un unique fils Louis-Joseph II, qu'il fait entrer chez les pages du roi de Prusse.